# Alej dubů v Raduni

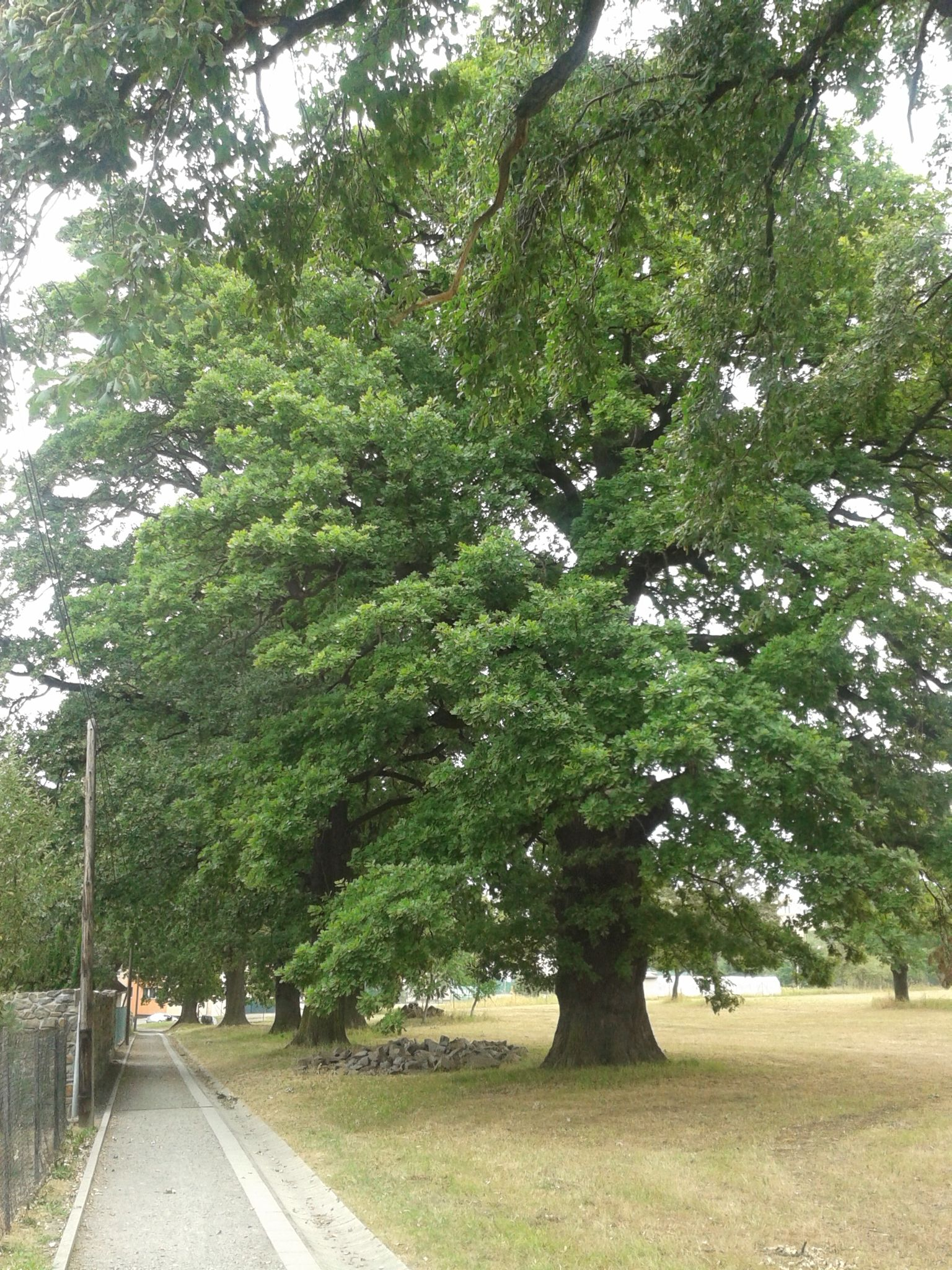
Alej dubů v Raduni

Alej památných dubů v Raduni, nacházející se poblíž místní základní školy, v minulosti lemovala cestu mezi Vršovicemi a Raduní v okrese Opava v Moravskoslezském kraji. Nachází se v pohoří Vítkovská vrchovina v geomorfologickém podcelku Nízkého Jeseníku.

## Další informace
Stromy jsou zakresleny již ve starých mapách z let 1764-1784. Údajně byla alej vysázená v upomínku na ukončení Třicetileté války v roce 1648. V dolní části roste osm mladších dubů, výše pak duby starší, které jsou pozůstatkem původní aleje. Nejstarší stromy, měřící až 7 metrů v obvodu, již zanikly.

## Galerie

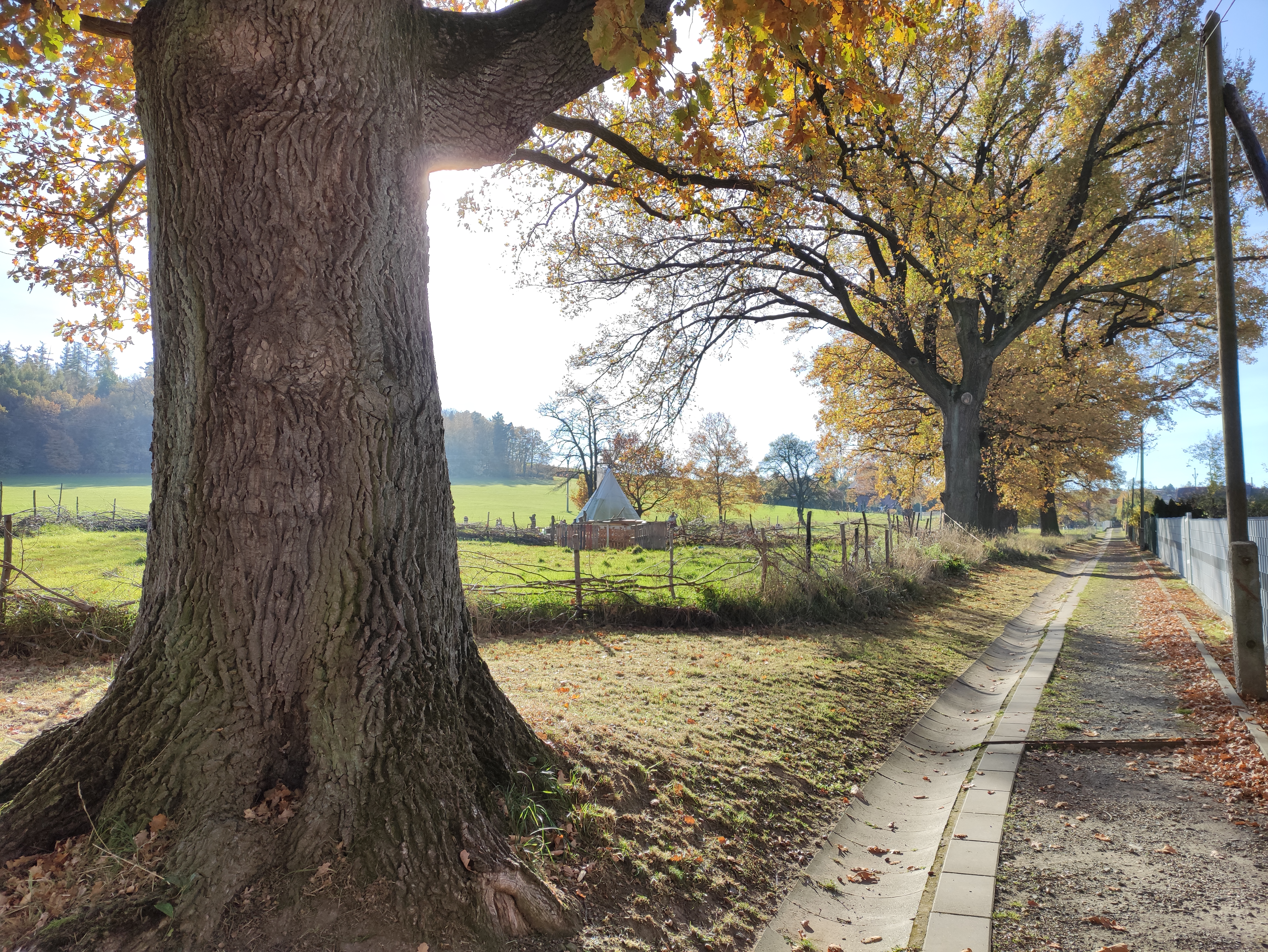
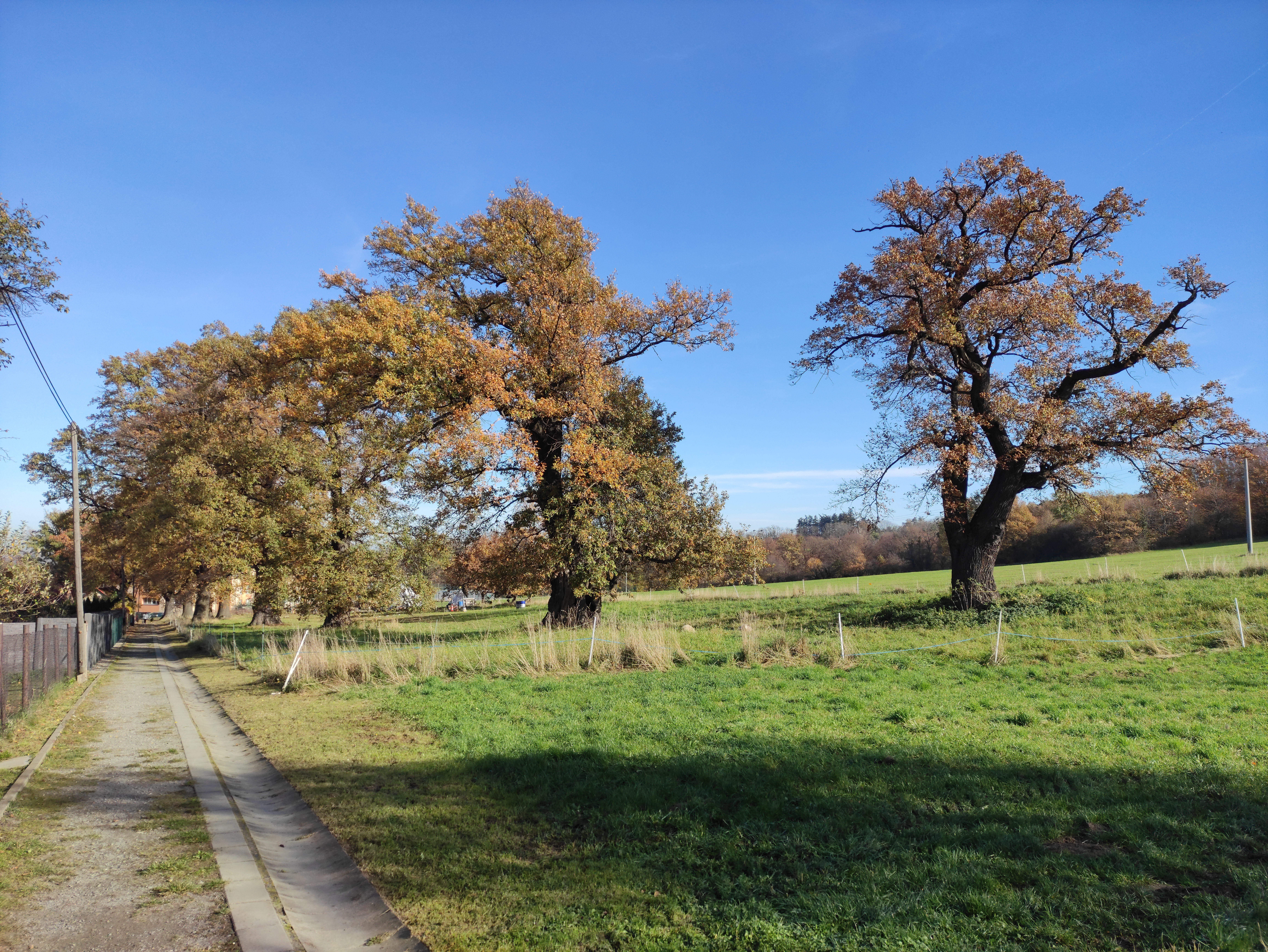
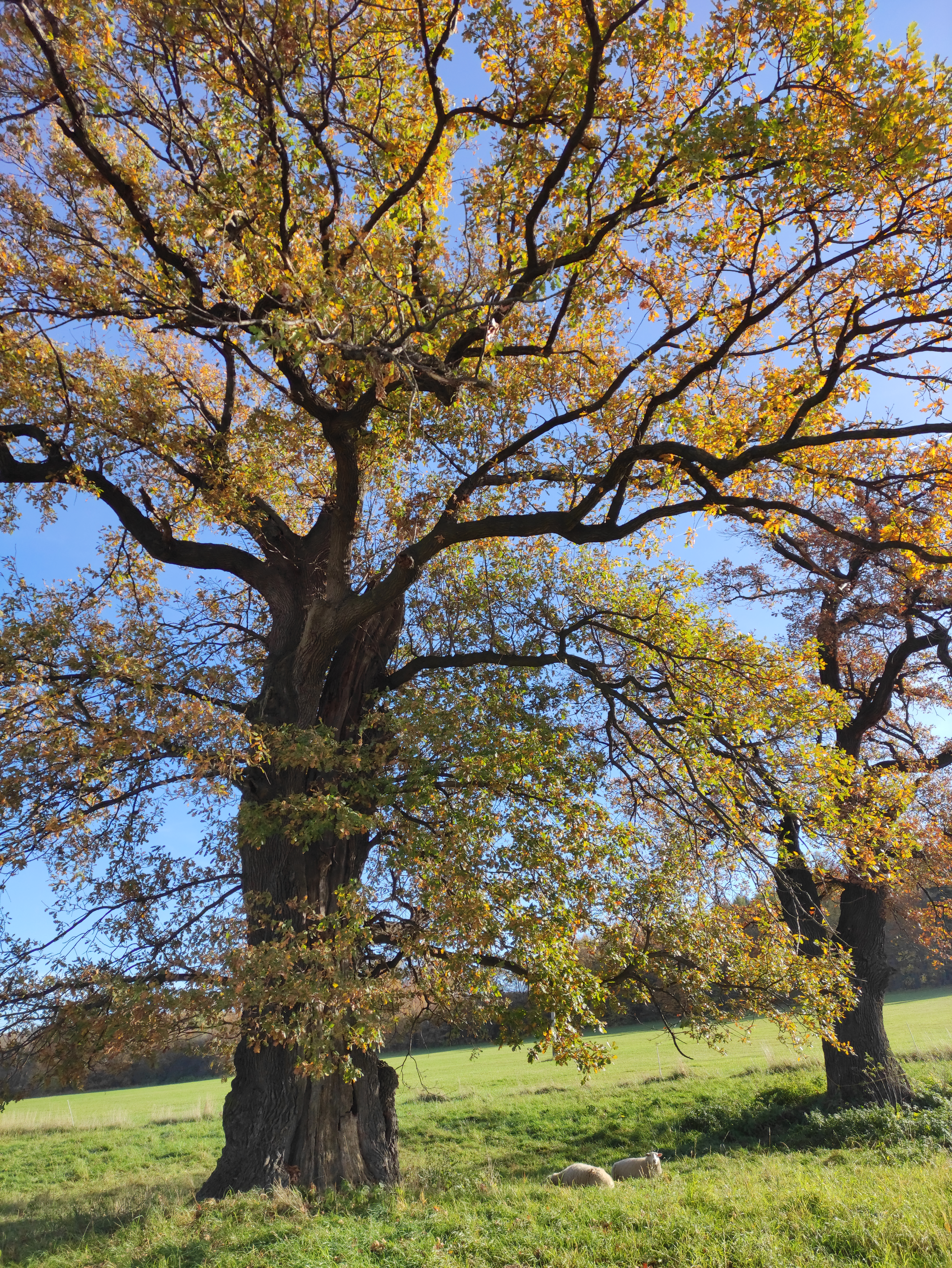